# Leersia sayanuka
Leersia sayanuka är en gräsart som beskrevs av Jisaburo Ohwi. Leersia sayanuka ingår i släktet vildrissläktet, och familjen gräs. Inga underarter finns listade i Catalogue of Life.